# Sidenius i Esbjerg
"Sidenius i Esbjerg" er et dansk digt af Frank Jæger udgivet i samlingen Cinna og andre digte i 1959 på Gyldendal og igen i Vesterhav (1963).
Det er et af flere såkaldte Sidenius-digte, hvoraf Jæger i begyndelsen af sin karriere havde ét med i hver af sine digtsamlinger. Disse digte havde et dystert og opgivende præg. Den Sidenius, der indgår, er sandsynligvis Pontoppidans Lykke-Per, der netop havde dette efternavn.
Digtet består af otte strofer på hver to linjer, hvor stroferne rimer A-B-A-B (to gange).
"Sidenius i Esbjerg" er medtaget i lyrikantologien i Kulturkanonen fra 2006.